# Профилактика наркомании
Профилактика злоупотребления наркотиками (психоактивными веществами) представляет собой процесс (профилактические меры), при помощи которого производится попытка предотвратить начало употребления психоактивных веществ и наркомании или ограничить развитие проблем, связанных с их употреблением. Усилия по профилактике могут быть сосредоточены на человеке или его окружении. Профилактические действия могут быть направлены на изменение условий или политики сообщества таким образом, что уменьшается доступность веществ или спрос на них.
Для отдельного человека профилактика злоупотребления наркотиками или психоактивными веществами включает в себя множество различных мероприятий, направленных на оказание помощи в полном прекращении или уменьшении потребления психоактивных веществ. Период времени и тип профилактических мероприятий, необходимый для оказания помощи конкретному человеку, может варьироваться в зависимости от многих аспектов и должен основываться на индивидуальных потребностях.

## Предпосылки
Резкий рост уровня злоупотребления психоактивными веществами, который наблюдался в большинстве развитых стран в течение XX века, особенно во второй его половине, протекал на фоне другого общецивилизационного процесса — изменения структуры и тяжести (паттернов) заболеваний и причин смертности.
Ведущие международные организации, определяющие глобальную политику в отношении наркотиков (ВОЗ, NIDA, European Monitoring Centre for Drugs and Drug Addiction), используют модель, разработанную специально для профилактики психических заболеваний и, в том числе, наркомании.

## Целевые группы и направления профилактики
Лица, на которые направлены те или иные профилактические меры, называются целевыми группами профилактики. Каждая из них высоко восприимчива к одним профилактическим мерам и менее или совсем не восприимчива к другим. Стратегия профилактики наркомании обусловлена сложной этиологией этого явления. В специальной литературе выделяют сотни факторов формирования и развития наркомании, которые действуют на индивидуальном, групповом и макросоциальном уровнях.
Вся подростковая и молодёжная субпопуляция, как группа риска в широком смысле слова, является объектом общей профилактики, направленной на противодействие макросоциальным факторам наркомании. Лица с незначительно выраженными формами какого-либо отклоняющегося поведения, и, возможно, эпизодически употребляющие психоактивные вещества, но при этом не имеющие выраженной болезненной симптоматики, попадают в целевую группу выборочной профилактики, которая направлена на коррекцию поведения. Лица, злоупотребляющие наркотическими веществами, но пока не имеющие клинического статуса больных наркоманией, рассматриваются как объекты симптоматической профилактики, состоящей в долгосрочной социально-психологической работе.[стиль]
Усилия по профилактике злоупотребления наркотиками обычно сосредоточены на несовершеннолетних — детях и подростках, особенно в возрасте 15-35 лет. Вещества, на которые обычно направлены профилактические меры, включают алкоголь (включая запой, пьянство и вождение в нетрезвом виде), табак (включая сигареты и различные формы бездымного табака), марихуану, ингалянты (летучие растворители, включая, среди прочего, клей, бензин, аэрозоли, эфир, пары корректирующей жидкости и маркеров), кокаин, метамфетамин, стероиды, клубные наркотики (такие как МДМА) и опиоиды.Просвещение по вопросам наркотиков и общественная пропаганда против злоупотребления психоактивными веществами широко распространена в связи серьёзностью вызываемых наркотиками проблем. В США из-за передозировки опиоидов ежедневно гибнут около ста тридцати человек.

### Общая профилактика
Общая профилактика является наиболее массовой, она охватывает всю субпопуляцию подростков и молодёжи и направлена на противодействие наиболее общим причинам наркопотребления (макросоциальным факторам). К таким причинам относят в первую очередь резкие социально-исторические, политические или экономические изменения, которые, как известно, неизбежно влекут за собой рост уровня отклоняющегося поведения в обществе, в том числе и наркотизации.
В рамках общей профилактики реализуются следующие направления работы.
1. Информационно-пропагандистская работа, включающая в себя следующие направления:
а) Информирование общественности и представителей целевых групп профилактики о государственной стратегии, позиции властей, а также реализуемой профилактической деятельности в отношении наркомании.
б) Формирование общественного мнения направленное на изменение норм, связанных с поведением «риска», и пропаганду ценностей нормативного здорового поведения.
в) Информирование о поведении, наносящем ущерб здоровью, о рисках, связанных с наркотиками.
г) Стимулирование подростков к обращению за психологической и иной профессиональной помощью.
д) Формирование позитивных ценностей через эмоциональную сферу подростков.
2. Развитие адаптивных навыков, необходимых подросткам для социализации и преодоления жизненных проблем;
а) Воспитание лидеров подростковой среды (волонтерская работа).
б) Программы по формированию жизненных навыков.

### Выборочная профилактика
Выборочная профилактика, в отличие от общей, направлена на молодёжь и подростков, демонстрирующих какие-либо поведенческие нарушения. Идея выборочной профилактики состоит в том, что приобщение к наркотикам происходит преимущественно на фоне психологических или жизненных проблем, с которыми подросток не может справиться самостоятельно, — при этом поведенческие нарушения являются их индикатором. Таким образом, целью выборочной профилактики является раннее выявление психологических или жизненных проблем подростка до того, как они приведут к приобщению к наркотикам, и дальнейшая реализация мероприятий по социально-психологической коррекции его поведения.

### Симптоматическая профилактика
Симптоматическая профилактика направлена на лиц, уже имеющих опыт потребления наркотиков, но ещё не имеющих клинического статуса больных наркоманией. Как правило, употребление наркотиков на этой стадии проявляется в характерных изменениях поведения: снижении успеваемости, сужении круга интересов, появлении безразличия к родителям, кругу друзей и социальному окружению, алкогольных и токсических эксцессах и пр.

### Профилактические меры в отношении потребителей инъекционных наркотиков
Организационные недостатки на описанных выше этапах профилактической работы приводят к формированию крайне проблемной социальной группы — потребителей инъекционных наркотиков (ПИН), которая во многом определяет не только уровень распространенности тяжелых форм наркопотребления на территории, но и уровень распространенности опасных инфекций, передающихся через кровь, таких как ВИЧ и гепатит C, инфекций, передающихся половым путём.
Представители этой группы обычно не попадают в поле зрения официальной системы здравоохранения и основной формой доступа к ней является аутрич-работа (от англ. оutreach — внешний контакт). Её цель состоит в установлении доверительных отношений для оказания помощи: информировании о рисках наркомании и сопутствующих заболеваниях, консультировании по вопросам их диагностики и лечения, мотивировании и направлении в лечебные учреждения и социальном сопровождении.

### Реабилитация
Отдельным направлением профилактики наркомании является реабилитация, которая требуется для восстановления психологических и социальных навыков лицам, прошедшим курс лечения. Её целью является мотивирование пациента к полному и окончательному отказу от приема наркотиков — профилактика «срыва». Последнее замечание подчеркивает центральную проблему всей реабилитации — удержание поведения пациента в направлении выздоровления, для чего крайне важным является обеспечение максимально возможной доступности для пациента каждого из этапов реабилитации.
Кроме традиционной модели реабилитации, включающей в себя последовательное прохождение пациентом этапов психиатрической, психологической и социальной помощи, существуют модели профилактики, основанные на приобщении к религии и труду.
Принципиальное отличие между традиционной и религиозной моделями реабилитационного процесса состоит в том, что традиционная модель подразумевает восстановление психологических и социальных навыков и возвращение бывшего наркозависимого в его привычную среду, как только он становится к этому готов. Программы, основанные на религиозной модели, сводятся к уходу бывшего наркозависимого из привычной социальной среды на неопределенный срок, и могут быть эффективны только для лиц, неориентированных на восстановление своей полноценной социальной жизни.

## Мониторинг
Основным методом, используемым в ходе мониторинга ситуации с употреблением психоактивных веществ, является социологический (эпидемиологический) опрос представителей социальных групп, в которых вероятность употребления наркотиков заведомо выше, чем в остальных. В соответствии с рекомендациями ООН в большинстве стран в качестве таких исследовательских процедур обычно используются Школьные исследования по алкоголю и наркотикам (The European School Survey Project on Alcohol and Other Drugs — ESPAD) и Мониторинг будущего (Monitoring the Future).
Планирование профилактической работы предполагает наличие ответов на следующие вопросы:
1. Сколько и каких психоактивных веществ потребляется на территории? (Уровень и структура потребления психоактивных веществ, количеству и виды используемых веществ).
2. Какие поведенческие и социально-демографические особенности в наибольшей степени влияют на потребление психоактивных веществ населения? (Факторы и причины начала потребления наркотиков).
3. В каких социальных группах уровень потребления психоактивных веществ наиболее высок? (Характеристика целевых групп профилактической работы по полу, возрасту, принадлежности к той или иной социальной или этнической группе, месту обучения, населенным пунктам и т. п.).

## Понижающие и повышающие риск факторы
Среда и внутренние причины — два основных фактора, которые влияют на вероятность злоупотребления психоактивными веществами. К факторам окружающей среды в подростковом возрасте относятся: жестокое обращение с детьми, воздействие наркотиков, отсутствие надзора, влияние СМИ и давление со стороны сверстников. Наличие культуры потребления наркотиков в отдельном сообществе может нормализовать их использование. Точно так же, если человека помещают на лечение в рехаб, а затем он возвращается обратно в привычную среду, то есть большая вероятность, что он человек вернется к своему прежнему поведению. К внутренним факторам относятся: самооценка, социальные навыки, уровень стресса, отношение к наркотикам, наличие психических расстройств и многие другие. Отсутствие родителей или плохое обращение с детьми способствуют тому, чтобы подростки злоупотребляли психоактивными веществами, равно как и неконтролируемая доступность алкоголя дома, слишком большая свобода и оставление ребёнка в покое на длительные периоды времени. Существует небольшой гендерный разрыв в употреблении наркотиков и алкоголя. В некоторых исследованиях сообщается, что у сирот или детей, подвергающихся плохому обращению со стороны родителей существует повышенный риск употребления психоактивных веществ, особенно среди девочек.
Серьёзные перемены в жизни ребёнка (половое созревание, переезд, развод родителей, уход из дома и поступление в школу и т. п.) наиболее опасны для развития риска риска злоупотребления наркотиками. При смене школы подростки могут заводить новых друзей и более подвержены попаданию в среду, в которой есть наркотики. Исследование 2013 года показало, что в старшей школе «почти 70 процентов попробуют алкоголь, половина будет принимать запрещенные вещества, почти 40 процентов будут курить сигареты и более 20 процентов будут пользоваться рецепурными лекарствами с немедицинскими целями». Пьянство становится более распространённым, когда люди покидают дом, чтобы поступить в колледж или жить самостоятельно.
Среди молодёжи большинство не переходит от экспериментов к злоупотреблению наркотиками. Если употребление наркотиков начинается в раннем возрасте, то существует большая вероятность возникновения зависимости. Социальное одобрение употребления, доступность наркотиков и отсутствие предполагаемых рисков могут превратить употребление наркотиков в злоупотребление. Определённые демографические группы (страдающие психическим заболеванием и имеющие семейную историю зависимости) подвержены более высокому риску формирования зависимости.

## Программы по предотвращению злоупотребления

### Семейные профилактические программы
Установление родителями последовательных правил, донесение до детей информации о наркотиках, вовлечённость в жизнь ребёнка и хорошие отношения между родителями и детьми усиливают защитные факторы риска развития злоупотребления наркотиками среди детей младшего возраста.
Смит, Вердурмен, Моншауэр и Смил провели анализ для измерения эффективности семейного вмешательства в отношении употребления наркотиков и алкоголя подростками. По их данным в западных обществах употребление алкоголя и наркотиков очень распространено. Например, 18 % молодых людей в возрасте от 12 до 14 лет в США злоупотребляли алкоголем. По данным на 2006 год, 73 % 16-летних учащихся США употребляли алкоголь; в Северной Европе этот показатель равен 90 %.

### Школьные профилактические программы

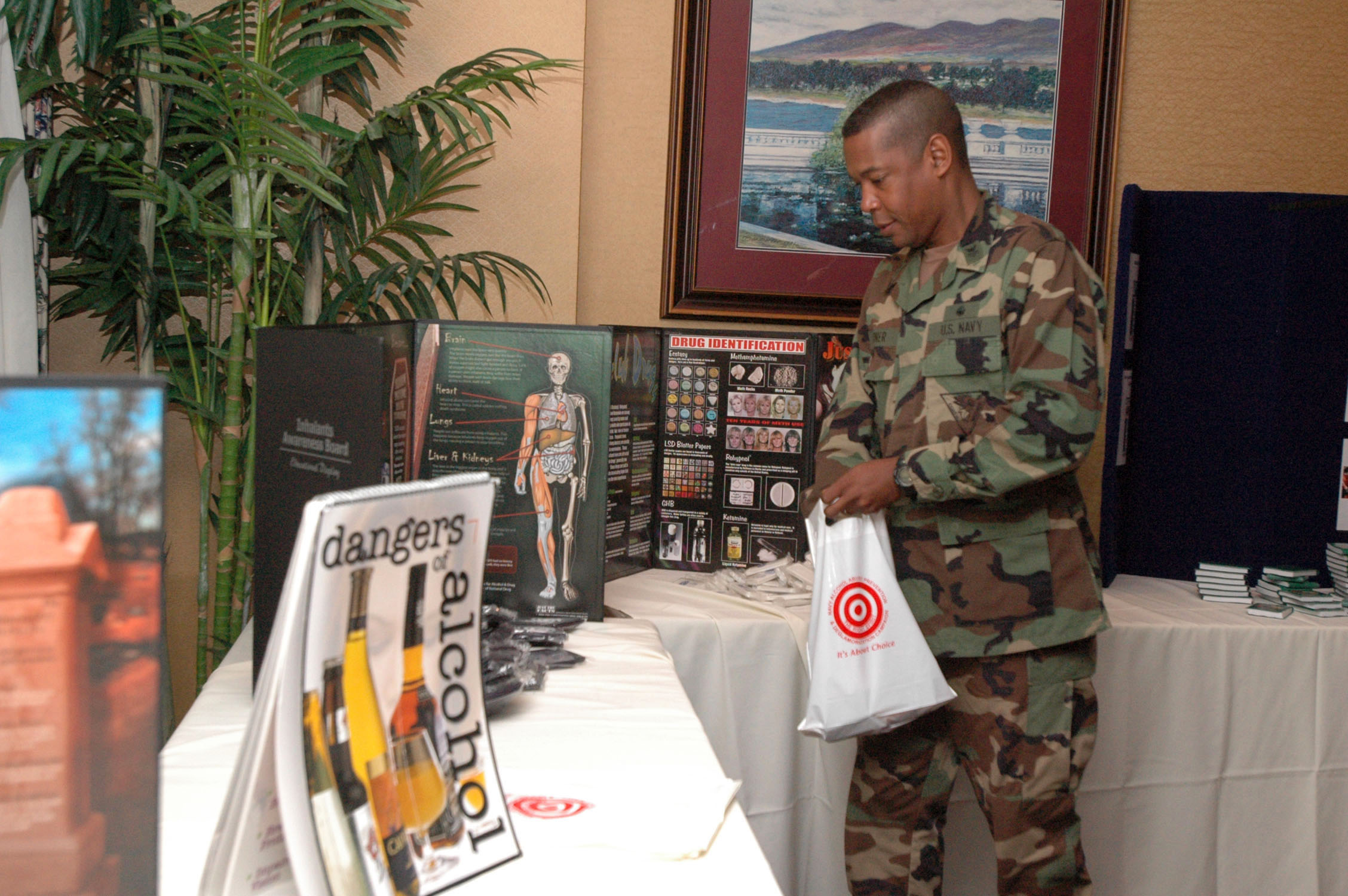
Главнокомандующий ВМС США 1-го класса Майкл Тернер из второй мобильной эскадрильи (MSS-2) собирает информацию на Саммите по предотвращению злоупотребления психоактивными веществами

Существует ряд профилактических программ и классов на уровне сообществ, цель которых — рассказать детям и семьям о вреде злоупотребления психоактивными веществами. Даже дошкольные учреждения начали вводить классы, ориентированные на профилактику злоупотребления психоактивными веществами. Около 40 % детей пробовали алкоголь к десяти годам. Было показано, что включение профилактических исследований в школьные учебные программы помогает избавиться от привычного поведения, которое может быть признаком злоупотребления наркотиками в будущем.
Учащиеся, прошедшие программы, которые поощряют социальную приверженность к отказу от наркотиков, показывают более низкий уровень употребления наркотиков. Эффективным аспектом этих программ является привлечение к участию сообщества за пределами школы, использование лидеров сверстников для облегчения взаимодействия, и, наконец, обучение молодежи и подростков навыкам, которые повышают навыки сопротивления в социальных ситуациях, которые могут усилить защитные факторы в этой группе населения.

### Общественные профилактические программы
Профилактические программы работают на уровне сообществ с гражданскими, религиозными, правоохранительными и другими государственными организациями с целью усиления антинаркотических норм и просоциального поведения. Многие программы помогают в профилактических мероприятиях в разных условиях, помогая распространять информацию в школе, на работе, в религиозных учреждениях и средствах массовой информации. Исследования показали, что программы, охватывающие молодежь в различных условиях, могут значительно влиять на общественные нормы. Программы на уровне сообществ также обычно включают разработку политики или обеспечение соблюдения нормативных требований, усилия средств массовой информации и программы повышения осведомленности сообщества. Санитарное просвещение также играет роль в уменьшении последствий злоупотребления психоактивными веществами.
Безопасный мониторинг и просвещение по вопросам здоровья, предотвращения передозировки и злоупотреблений возможны на уровне сообщества в созданных безопасных местах для инъекций, обеспечивающие гигиеническое пространство под наблюдением лицензированных специалистов в области здравоохранения (центр по контролируемому употреблению наркотиков). Еще один способ предотвратить передозировку и злоупотребление, особенно в отношении опиоидов — это расширение доступа к налоксону и повышение уровня знаний о нем. Исследования показывают, что программы просвещения по вопросам передозировки и распределения налоксона (OEND) снижают уровень смертности от передозировки опиоидов. Налоксон может использоваться инъекциями (внутривенно и внутримышечно), а также в виде назального спрея у взрослых и детей в качестве средства, которое успешно нейтрализует эффекты передозировки В качестве меры предосторожности пациентам, принимающим опиоиды, рекомендуется всегда носить с собой налоксон и регулярно заменять его, следя за сроком годности.

## Признание профилактики злоупотребления психоактивными веществами в США
В 2011 году президент Обама объявил октябрь Национальным месяцем профилактики злоупотребления психоактивными веществами.
По данным Национального семейного партнерства (NFP)миллионы американцев участвуют в связанных с борьбой со СПИДом мероприятиях «Недели красной ленты», федеральный партнёр этой программы, управление по борьбе с наркотиками, описывает его как «самое масштабное и известное мероприятие по профилактике наркомании в Америке». Программа объединяет людей, принимающих важность предотвращения употребления алкоголя, табака и запрещенных наркотиков среди молодежи.
В 2017 году FDA создало Руководящий комитет по опиоидной политике (OPSC).
В Соединенных Штатах существует Управление служб психического здоровья и наркозависимости, которое предоставляет бесплатные круглосуточные телефонные услуги 365 дней в году.
Национальный институт по вопросам злоупотребления наркотиками предоставил основанные на исследованиях руководства с целью предотвращения злоупотребления наркотиками и наркомании в раннем детстве и у детей и подростков.